# フランク・ウォー
フランク・アルバート・ウォー（Frank Albert Waugh、1869年7月8日 - 1943年3月20日）は、アメリカのランドスケープアーキテクト。マサチュセッツ大学教授。アメリカにおける天然造園の提唱者。1918年に林務局が 林のレクリエーション価値の調査の必要上、雇用したが彼は5カ月にわたる研究調査の報告書を提出。これはこの分野における最初の公式研究として注目すべきものである。昭和の初め日本にも来遊したこととがある。

## バイオグラフィー
ウォーはウィスコンシン州シボイガン生まれ。しかし彼が受けた教育と経歴は出身地から遠ざけることになります。ウォーは1891年にBS学位をカンザス州立農学校で獲得し、その後のMSをオクラホマ州立農業機械大学で1893年に獲得。その後カンザス州トピーカ、モンタナ州ヘレナ、コロラド州デンバーの新聞業界で働いていました。 1895年には、ランドスケープアーキテクチャーと園芸学の大学院研究がヨーロッパからコーネル大学、そして最後にバーモント大学 で始まる。彼はマサチューセッツ農業大学、現在マサチューセッツ大学アマースト校 に進学。課程修了後母校に勤務し1903年には農業部門長となる。米国ではその種の学術は第2のプログラムに過ぎませんでしたが、彼はアメリカの造園史を正式に認めさせた最初の実務家の一人でした。

## 実績
フランク・ウォーのランドスケープガーデニングの本はその分野で古典的書になりました。「ランドスケープガーデニングは非常にすばらしい芸術です」という文章で各版が始まります。彼はデザインの一般的な原則をカバーして、3つの基本的なスタイルを論じます - 自然の、建築の、そして絵のような、と。本は著名となり「時代の例と解決策の間のバランス」を達成したことで称賛されました。ウォーが撮影した本に含まれている風景写真は ヨーロッパと日本から、アメリカ合衆国のユニークな地域まで及んでいます。彼のテキストでは地域の、草葉などいくつかの植物のリストが含まれています。ウォーが熱心な活動範囲は技術的園芸（ 系統的な果実学、1903年）の著作を持つ雑誌記事や作家業、ランドスケープアーキテクチャ（ 造園、1927年フォーマルデザイン ）、教育（ 農学校、1916）、園芸（ みんなの庭、1937）そして社会活動（ Rural Improvement、 1914）に及んだ。

## 影響

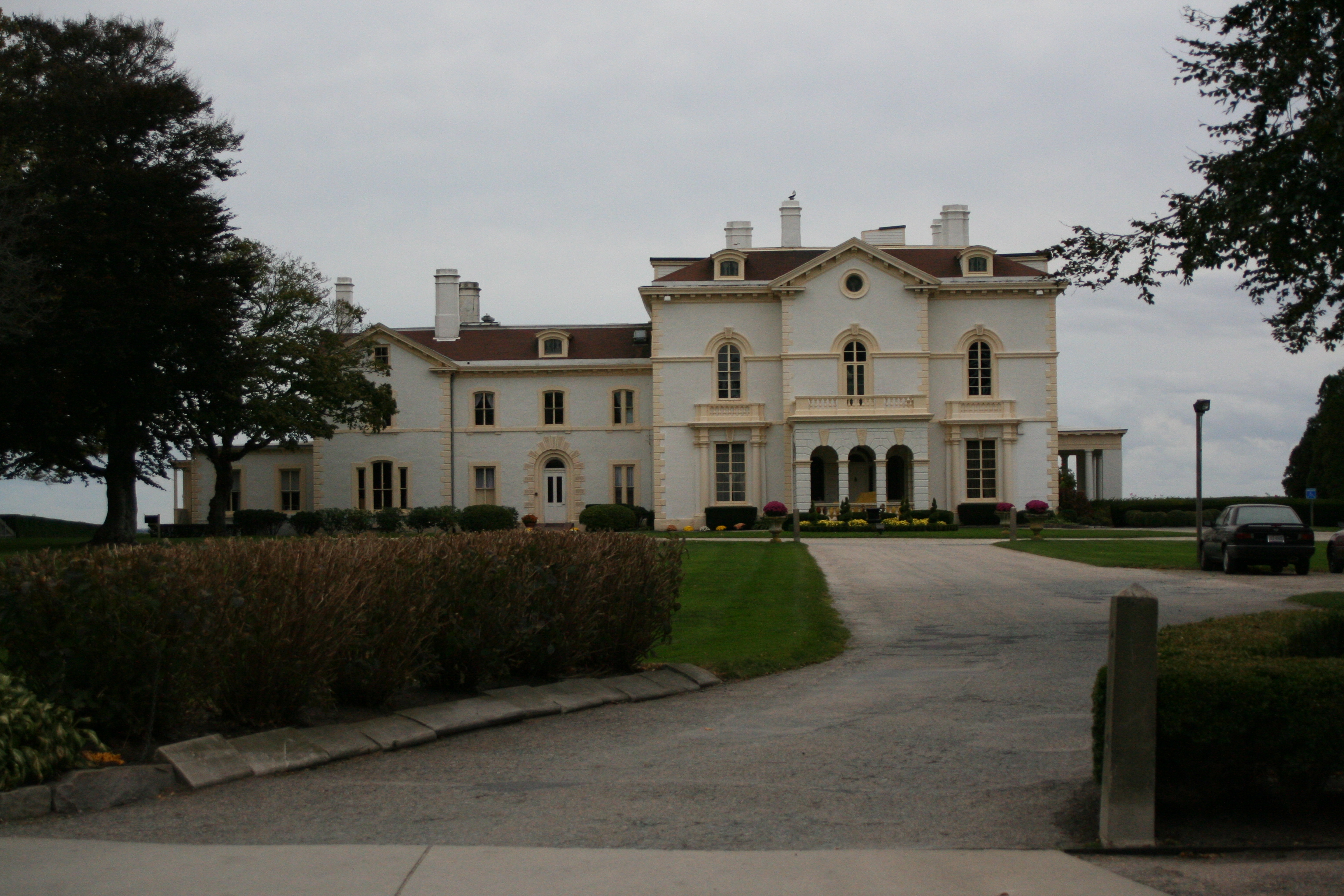
WaughのメンターAndrew Jackson Downingによって共同設計されたBeechwoodは、かつてはAstorの一家の邸宅で、現在はロードアイランドのNewportにある歴史的な家の博物館です。

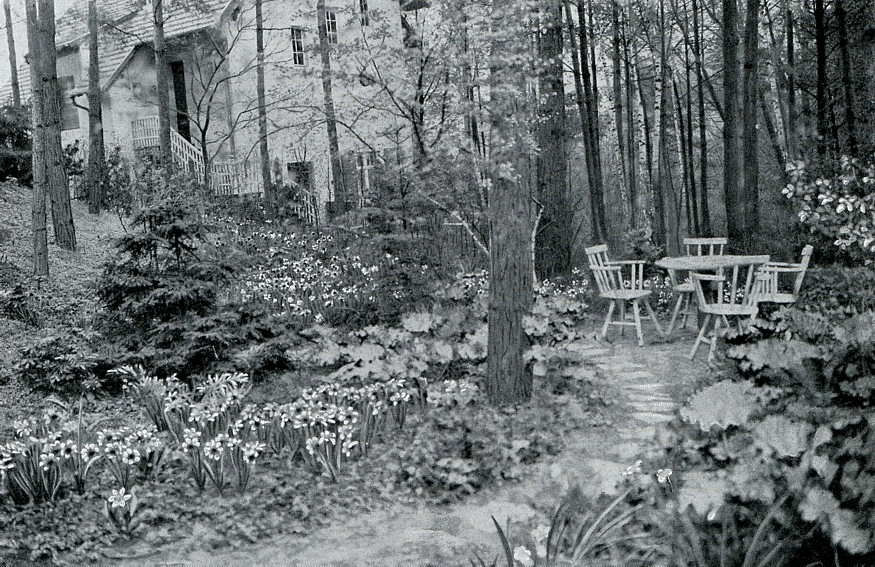
Waughに影響を与えたWilly Langeによって設計された、1920年頃のベルリン - ヴァンゼー地区の庭園。

当時の社会運動は、自身の人生とキャリアに大きな影響を与えました。南北戦争時代には、天然記念物を保存するという概念が際立たせていた。この運動は、1864年6月30日に、ヨセミテ渓谷とマリポサのビッグツリーグローブの保護活動は議会からの助成金で開始。主に自然の風光明媚なために選定されたこれらの新しい国立公園は公共の用途のため風光明媚な野生の土地を確保するという20世紀初頭において最初の先例として役立つことになる。
1917年に、ランドスケープガーデニングの自然なスタイルを発表。 （自然の形の模倣と造園でのネイティブな植生使用に基づくもの）。このスタイルに対する彼の主張は、大きな影響を受けたアンドリュー・ジャクソン・ダウニングまでさかのぼることができます。ダウニングは在来植物を尊重し、荒野の風景を再現する可能性について語り、アメリカの在来植物への活用に貢献しました。もう1つの影響は、現代的なダウニング論者として1890年にノースカロライナ州アッシュビル近郊のバンダービルト地所のビルトモアで大量植栽に在来種を使用し作庭したフレデリック・ロー・オルムステッドであった。ダウニングのデザインもビスタの原則に基づいていました。ブライスキャニオンとマウントフッドのために施すウォーの風光明媚なハイウェイデザインは、この原則を表しています。これらの小道は、道に沿って順番に現れる「パラグラフ」の眺望を特徴とし、それに伴って止して視界に入ることを狙っている。
ウォーのデザインはまた、環境条件と組み合わせて、植物種の自然な結びつきによって特徴付けられる植栽の使用を通して生態学の概念を取り入れていました。ドイツで学んだ後、Wally Langeらドイツ人の影響を受けていました。さらに、ベルリン - ダーレム植物園の学芸員および植栽責任者のDr. Adolf EnglerおよびDr. K. Petersは、土壌や排水に対応して大量植栽を行っていた。ウォーのデザインは、植生利用におけるこれらの発展によって推進されていきました。そして、自分の自然なスタイルという性格が彼にとって不可欠であると信じました。これらの要素が場所の生態学的な計画と全体的な精神の概念と一致を考慮して、彼がネイティブの植生と自然の景色のための好みを開発したことは不思議なことではない。自然主義的な園芸スタイルに対するもう1つの概念的要件は、オープンな芝生でした。彼は自然景観のための自然な基盤であると信念があった。イギリスのストウにある広大な農園のようなイギリスの影響で、広く開かれた芝生は最高潮に君臨。芝生強調といった成果はアメリカ中で見られることができる一方、むしろ自然主義的な象徴の大部分を失ったかもしれないが、「巨大なアメリカの芝生」は今日になっても人気があり続けています。
こうして自然主義的なデザイナーとして知られていましたが、彼の著書 『 ランドスケープアーキテクチャーのフォーマルデザイン』は、庭園デザインの正式なスタイルについて徹底的な知識と理解を例示しています。整形式庭園デザインでは厳格なガイドラインを必要とする設定があり、特定のサイトでは緩やかで自然主義的なデザインの概念が求められていると考えていました。自身の目には整形式なデザインは庭のすべての部分が対称的にバランスが取れていることを要求されます。これは非公式の園芸がバランスが取れていないと言うことではありませんが、形式的な庭のデザインに比べ厳密に従うという左右対称と放射状対称といった形式性を欠いているとみえたのです。

## 意義
最終的に、ウォーはランドスケープアーキテクトの先駆者であり、ランドスケープアーキテクトの役割が国有林や公園地帯およびそれらの道路、歩道、キャンプ場、ピクニックスポットの開発に不可欠であると認識していきました。これは、1917年以前の用途が主に木材生産と家畜の放牧によって特徴付けられていた国有林の観点から特に影響を与えました。こうして彼の現代的なHenry Hubbardと共に、ユニークかつアメリカ的であるランドスケープデザインスタイルの創造を促進しました。設計へ生態学的にアプローチする彼の著作は同様にユニークでアメリカの文学の面では前例のないものでした。さらに、彼の大規模な植栽の研究と出版は、植生の慣行を通して今日表現されたのかもしれないように、自然化された景観デザインのために哲学的で実用的な基礎を築きました。
1939年に、死のわずか4年前に教育から引退。国森林設計に加えて、カンザス州立大学とオクラホマ州立大学を含む大学のキャンパスを設計。また同時に自然シーンの詳細なエッチングを行い、フルートを毎日演奏。妻アリスは6人の子供をもうけた。ワシントンDCで公共の彫刻をデザインしたり、米国連邦のフードスタンププログラムを発明したりするなどの成果を含め、その多くが大きな成功を収めました。彼は体の高さが5フィートを少し超える身長の小さな男でしたが、彼のカリスマ性は広く感じられ、家族、同僚、そして学生にも影響を与えました。彼の功績と影響力は彼の全体的な場所の印象によって非常に強く動かされました。（ウォーの造園でナチュラルスタイルから）ウォーのデザインおよび著作は、常にこの概念hearkenedに回帰し、その結果「何よりもまず、風景の精神を理解するように努めて」ランドスケープアーキテクトを促した。

## タイムライン
- 1869年7月8日 - ウィスコンシン州シボイガン滝で生まれる
- 1891年 - カンザス州立大学から学士号を取得。
- 1893年 - バーモント大学の州立農業大学で園芸学教授に就任
- 1895年 - アメリカ中西部からニューイングランドに移住。
- 1903年 - マサチューセッツアグリカルチュラルカレッジで「ランドスケープガーデニング」の学部課程を設立。全国で2番目のプログラム
- 1917年 - 米国森林局が、レクリエーション用途の最初の包括的な全国調査に取り組むためにフランク・ウォーを雇う。彼は1917年に彼の国有林調査に取り組んでいる間分野で5か月を過ごします
- 1918年 - グランドキャニオンビレッジの計画を策定
- 1918 - 1919年 - ウォーは米軍の船長を務めた
- 1920年 - オレゴン州の有名なマウントフードドライブの設計
- 1922年 - US Forest Serviceが再びFrank Waughを共同編集者として雇う。彼は夏の間、コロラド州、ワイオミング州、アイダホ州、ユタ州、アイダホ州およびその他の西部州の公営キャンプ場および夏季休暇用地の開発計画の策定に費やしました。
- 1923年 - 学生は彼のプログラムから学士号、修士号または2年間の技術学位を取得することができました
- 1926年 - アメリカ森林局の協議を終了
- 1934年 - アメリカのランドスケープアーキテクト協会に、過去17年間でランドスケープガーデニング部門に217人の卒業生がいて、そのうち20人が女性だったと報告
- 1939年 - 教育から引退
- 1943年3月20日 - 73歳で死去

## 出版物
- 1898年： 園芸命名法に関する注意 ：保育士、フルーツ栽培者、庭師、種子栽培者、植物育成者および園芸学生への提案。 ニューヨーク：アメリカンガーデニング、26ページ。
- 1898年、1911年、1913年： ケンプのランドスケープガーデニング ：庭のレイアウトの仕方。 ニューヨーク：ジョン・ワイリー＆サンズ、292ページ。- もともとエドワードケンプによって書かれた、この作品は編集され、改訂され、FA Waughによって北アメリカに適応されました。
- 1903年： 系統ポモロジー
- 1909年：「よい園芸の基礎」。女性の家の仲間 1909年4月。
- 1910年： 美しい景観 ：自然景観の有用性、人間の生活と幸福との関係、景観造園、そして一般的な芸術におけるこれらの原則の適用に関する研究 ニューヨーク：Orange Judd Co.、336ページ。
- 1912年： フルーツ栽培の初心者向けガイド ：繁殖、植栽、文化、受精、剪定、散布などの基本的な実践についての簡単な説明。 ニューヨーク：Orange Judd Co.、120ページ。
- 1913年： アメリカの桃の果樹園
- 1914年： 田舎道とその利点
- 1914年： 農村改良 ：村の改良や開かれた国の改良を含む農村の条件に適用される市民芸術の原則。 ニューヨーク：Orange Judd Co.、265ページ。
- 1915年： あらゆる種類の道路
- 1915年： 道路の幅は？
- 1916年： 農業カレッジ
- 1916年： 公道の果樹
- 1917年： ランドスケープガーデニングのナチュラルスタイル。 トロント：コップクラーク社、151ページ。
- 1917年： 屋外劇場 ： 野外講堂の設計、施工および使用。 トロント：コップクラーク社、151ページ。
- 1917年： 国有林でのレクリエーションの利用
- 1918年、アリゾナ州グランドキャニオンの村開発計画。 米国農務省、森林局、23ページ。
- 1918年： 国有林のエンジニアリング
- 1920年： 公道、私たちの素晴らしい国立公園
- 1921年： ダウニングのランドスケープガーデニング。 ニューヨーク：ジョン・ワイリー＆サンズ、439ページ。- もともとAndrew Jackson Downingによって書かれた、この作品はFA Waughによって改訂されました。
- 1922年： ランドスケープガーデニングの教科書 ：特に非専門生の使用のために設計されています。 ニューヨーク：ジョン・ワイリー＆サンズ、344ページ。
- 1924年： カントリープランニング
- 1925年： "ランドスケープ建築におけるアメリカの理想"。ランドスケープアーキテクチャー XV：3（1925年4月）。
- 1927年： ランドスケープ・アーキテクチャーにおける形式的デザイン ：アメリカでの現在の使用に特に言及した原則の表明 ニューヨーク：オレンジジャッド社、191ページ。
- 1937年： みんなの庭

## 画像リンク
（プロフィール画像）
（フルート演奏）
フランク・A・ワウのエッチングを見て|| Annaliese Bischoff - ランドスケープアーキテクチャー＆リージョナルプランニングの准教授 - マサチューセッツ大学、Amherst at people.umass.edu（Etchings）

## 引用された作品
- クルー、キャサリン。「フランク・ウォーの農村景観」 Landscape Journal 22：1-03（2003）：126-39。
- Havlick、David G. "Frank A. Waugh" USFSの歴史 - 森林歴史協会。2004年11月2日 森林歴史協会。2006年10月23日< http://www.lib.duke.edu/forest/Research/usfscoll/people/Waugh/Waugh.html >
- マクレランド、リンダF.「ランドスケープガーデニングの書」。UMass Amherst： マサチューセッツ大学Amherst Press。2001年 マサチューセッツ大学アマーストアマースト。2006年10月23日< http://www.umass.edu/umpress/fall_05/waugh.html >
- McClelland、リンダF. 自然を提示する：国立公園局の歴史的景観デザイン、1916年から1942年。1993。2006年10月23日< http://www.cr.nps.gov/history/online_books/mcclelland/mcclelland.htm >。
- フランクA. 1913年。ランドスケープガーデニング。 オレンジジャッドカンパニー、ニューヨーク、ニューヨーク。15〜26ページ。
- フランクA. 1918年 アイズのグランドキャニオン村開発計画 米国農務省森林局サービス。
- フランクA. 1927年。造園におけるフォーマルデザイン オレンジジャッド出版社、ニューヨーク、ニューヨーク。15〜26ページ。
- ウィテカー、1月 「美しい風景：100年後、フランク・ウォーの精神と芸術が生き続けます。」 UMass Magazine Online 2003年 マサチューセッツ大学アマーストアマースト。2006年10月23日< http://www.umassmag.com/Winter_2003/The_Landscape_Beautiful_413.html >